# 小原由梨愛
小原 由梨愛（おばら ゆりあ、1990年9月4日 - ）は、青森県十和田市出身 の元女子サッカー選手。ポジションは、ディフェンダー、ミッドフィールダー。元サッカー日本女子代表。

## 来歴
十和田市立北園小学校時代の9歳でサッカーを始め、中学生時代は青森県内のサッカークラブ、五戸町スポーツクラブでプレー。在籍中、青森県女子ユースサッカー選手権大会 (U-15・U-18) や東北女子ユースサッカー選手権大会 (U-18) に出場した。
中学校卒業後、宮城県に渡り常盤木学園高校サッカー部に入部。在学中に全日本女子ユース3連覇を果たすなど、様々なタイトルを獲得した。
2009年、アルビレックス新潟レディースに入団、同年4月には新潟医療福祉大学健康科学部に入学してサッカー部にも入部した（同期は山崎円美）。開幕節の浦和レッズレディース戦でデビューし、7月5日に胎内市内にて開催されたリーグ戦第12節スペランツァF.C.高槻戦にて初ゴールを挙げた。同年、U-19日本代表に選出され、中国で開催されたAFC U-19女子選手権2009では、3試合に出場し1得点。日本代表チームの優勝に貢献した。
2010年にはU-20日本代表に選出されて2010 FIFA U-20女子ワールドカップに出場した。
2012年、練習試合で負傷し、右膝前十字靭帯損傷の診断を受け手術を行った。
2014年には長船加奈の体調不良による離脱を受けて2014 AFC女子アジアカップに出場する日本女子代表（なでしこジャパン）に初めて招集され、1次リーグ最終戦のヨルダン戦に先発フル出場して代表デビューを果たした。
翌2015年もEAFF女子東アジアカップ2015決勝大会のなでしこジャパンメンバーとして招集されたが、トレーニングキャンプ中に負傷し、左膝前十字靭帯損傷（全治約6カ月）と診断され途中離脱した。
2018年、2019シーズンよりニッパツ横浜FCシーガルズへの移籍が発表された。
2021年11月26日、2021年シーズンをもって現役を引退し、2022年1月から横浜FCサッカースクールコーチに就任することが発表された。

## 個人成績

### クラブ
| 国内大会個人成績 | 国内大会個人成績             | 国内大会個人成績 | 国内大会個人成績 | 国内大会個人成績 | 国内大会個人成績 | 国内大会個人成績 | 国内大会個人成績 | 国内大会個人成績 | 国内大会個人成績 | 国内大会個人成績 | 国内大会個人成績 |
| 年度             | クラブ                       | 背番号           | リーグ           | リーグ戦         | リーグ戦         | リーグ杯         | リーグ杯         | オープン杯       | オープン杯       | 期間通算         | 期間通算         |
| 年度             | クラブ                       | 背番号           | リーグ           | 出場             | 得点             | 出場             | 得点             | 出場             | 得点             | 出場             | 得点             |
| 日本             | 日本                         | 日本             | 日本             | リーグ戦         | リーグ戦         | リーグ杯         | リーグ杯         | 皇后杯           | 皇后杯           | 期間通算         | 期間通算         |
| ---------------- | ---------------------------- | ---------------- | ---------------- | ---------------- | ---------------- | ---------------- | ---------------- | ---------------- | ---------------- | ---------------- | ---------------- |
| 2007             | 常盤木学園高校               | 14               | -                | -                | -                | -                | -                | 2                | 1                | 2                | 1                |
| 2008             | 常盤木学園高校               | 14               | -                | -                | -                | -                | -                | 1                | 0                | 1                | 0                |
| 2009             | アルビレックス新潟レディース | 25               | なでしこ Div.1   | 18               | 1                | -                | -                | 1                | 0                | 19               | 1                |
| 2010             | アルビレックス新潟レディース | 25               | なでしこ         | 13               | 2                | 1                | 0                | 3                | 1                | 17               | 3                |
| 2011             | アルビレックス新潟レディース | 14               | なでしこ         | 11               | 1                | -                | -                | 0                | 0                | 11               | 1                |
| 2012             | アルビレックス新潟レディース | 14               | なでしこ         | 0                | 0                | 0                | 0                | 1                | 0                | 1                | 0                |
| 2013             | アルビレックス新潟レディース | 14               | なでしこ         | 18               | 0                | 8                | 0                | 4                | 0                | 30               | 0                |
| 2014             | アルビレックス新潟レディース | 14               | なでしこ         | 26               | 0                | -                | -                | 2                | 0                | 28               | 0                |
| 2015             | アルビレックス新潟レディース | 14               | なでしこ1部      | 13               | 0                | -                | -                | 0                | 0                | 13               | 0                |
| 2016             | アルビレックス新潟レディース | 14               | なでしこ1部      | 12               | 0                | 8                | 0                | 5                | 0                | 25               | 0                |
| 2017             | アルビレックス新潟レディース | 14               | なでしこ1部      | 17               | 0                | 7                | 0                | 3                | 0                | 27               | 0                |
| 2018             | アルビレックス新潟レディース | 14               | なでしこ1部      | 18               | 1                | 8                | 1                | 3                | 1                | 29               | 3                |
| 2019             | ニッパツ横浜FCシーガルズ     | 20               | なでしこ2部      | 18               | 1                | 5                | 0                | 2                | 0                | 25               | 1                |
| 2020             | ニッパツ横浜FCシーガルズ     | 20               | なでしこ2部      | 18               | 1                | -                | -                | 2                | 0                | 20               | 1                |
| 2021             | ニッパツ横浜FCシーガルズ     | 20               | なでしこ1部      | 22               | 3                | -                | -                | 2                | 0                | 24               | 3                |
| 通算             | 日本                         | 日本             | 1部              | 146              | 5                | 32               | 1                | 22               | 2                | 200              | 8                |
| 通算             | 日本                         | 日本             | 2部              | 58               | 5                | 5                | 0                | 6                | 0                | 69               | 5                |
| 通算             | 日本                         | 日本             | その他           | -                | -                | -                | -                | 3                | 1                | 3                | 1                |
| 総通算           | 総通算                       | 総通算           | 総通算           | 204              | 10               | 37               | 1                | 31               | 3                | 272              | 14               |

- 日本女子サッカーリーグ
  - 初出場 - 2009年4月11日 なでしこリーグ ディヴィジョン1 第1節 浦和レッズレディース戦 (さいたま市駒場スタジアム)
  - 初得点 - 2009年7月5日 なでしこリーグ ディヴィジョン1 第12節 スペランツァF.C.高槻戦 (胎内市総合グラウンド陸上競技場)
  - 通算200試合出場 - 2021年9月18日 なでしこリーグ1部 第18節 コノミヤ・スペランツァ大阪高槻戦 (高槻市萩谷総合公園サッカー場)

### 代表
- 2014年5月18日 - 日本代表初出場 -  ヨルダン戦 (2014 AFC女子アジアカップ)

#### 主な選出歴等
- U-19 日本女子代表
  - 2009年 - AFC U-19女子選手権2009
- U-20 日本女子代表
  - 2010年 - FIFA U-20女子ワールドカップ
- 日本女子代表
  - 2014年 - 2014 AFC女子アジアカップ

#### 試合数
| 日本代表 | 国際Aマッチ | 国際Aマッチ |
| 年       | 出場        | 得点        |
| -------- | ----------- | ----------- |
| 2014     | 1           | 0           |
| 通算     | 1           | 0           |

#### 出場試合
| #  | 開催日        | 開催都市         | スタジアム             | 対戦国   | 結果  | 監督       | 大会                     | 出典   |
| -- | ------------- | ---------------- | ---------------------- | -------- | ----- | ---------- | ------------------------ | ------ |
| 1. | 2014年5月18日 | トゥーザウモット | ビンズオン・スタジアム | ヨルダン | ○ 7-0 | 佐々木則夫 | 2014 AFC女子アジアカップ | [ 16 ] |

## タイトル

### クラブ
- 常盤木学園高校
  - 全日本女子ユース (U-18)サッカー選手権大会: 3回 (2006年, 2007年, 2008年)
  - 全日本高等学校女子サッカー選手権大会: 1回 (2008年)

### 代表
- U-19日本女子代表
  - AFC U-19女子選手権: 1回 (2009年)